# Charley Henley
Charley Henley é um especialista em efeitos especiais inglês. Como reconhecimento, foi nomeado ao Oscar 2013 na categoria de Melhores Efeitos Visuais por Prometheus.